# Добуток (теорія категорій)
Добуток (категорний добуток) — в теорії категорій це узагальнення таких понять декартів добуток множин, прямий добуток груп і добуток топологічних просторів.
Добуток сімейства об'єктів — це найбільш загальний об'єкт, з якого який існує морфізм до кожного об'єкта сімейства. Добуток об'єктів двоїстий їхньому кодобутку, тобто визначення кодобутків можна отримати з визначення добутку обертанням усіх стрілок.

## Визначення
Якщо X1 та X2 — об'єкти категорії C, тоді об'єкт X є добутком X1 та X2, позначається X1 × X2, якщо він задовільняє універсальну властивість:
існують морфізми π1 : X → X1, π2 : X → X2 такі, що для кожного об'єкту Y та пари морфізмів f1 : Y → X1, f2 : Y → X2 існує єдиний морфізм f : Y → X такий, що наступна діаграма є комутативною :
Єдиний морфізм f називається добутком морфізмів f1 та f2 і позначається < f1, f2 >. Морфізми π1 та π2 називаються канонічними проєкціями  чи морфізмами проєкції.
Добуток більше ніж двох об'єктів визначається для сімейства об'єктів, яке індексоване множиною I.
Об'єкт X є добутком сімейства об'єктів (Xi)i∈I якщо існують морфізми πi : X → Xi, такі, що для кожного об'єкта Y та I-індексованого сімейства морфізмів fi : Y → Xi існує єдиний морфізм f : Y → X такий, що наступна діаграма є комутативною для всіх i∈I:

## Приклади
- У категорії Set прямий добуток A і B — це добуток в сенсі теорії множин {\displaystyle A\times B}, а пряма сума — диз'юнктне об'єднання {\displaystyle A\sqcup B}.
- У категорії Ring пряма сума — це тензорний добуток {\displaystyle A\otimes B}, а прямий добуток — сума кілець {\displaystyle A\oplus B}.
- У категорії VectK прямий добуток і пряма сума ізоморфні — це сума векторних просторів {\displaystyle A\oplus B}.

## Властивості
...

## Дистрибутивність
В категорії із скінченними добутками та кодобутками існує канонічний морфізм X×Y+X×Z → X×(Y+Z), тут знак плюс означає кодобуток.  Це випливає із існування канонічних проєкцій і вкладень та з комутативності наступної діаграми:
Властивість універсальності для X×(Y+Z)  гарантує єдиність морфізму  X×Y+X×Z → X×(Y+Z).  Категорія називається дистрибутивною, якщо у ній цей морфізм є ізоморфізмом.
{\displaystyle X\times (Y+Z)\simeq (X\times Y)+(X\times Z).}